# 디달러
디달러(D-$, 1983년 9월 20일 ~)는 대한민국의 힙합 MC이다. 본명은 '이두혁'이며, 블라스트 엔터테인먼트에 소속되어있다. 2010년 10월에는 BLAST ENT 소속으로 첫 EP 음반 R.U Ready?를 발매했다.

## 음반
- 2010년 10월 12일 - EP R.U Ready?